# Leiopus settei
Leiopus settei är en skalbaggsart som beskrevs av Gianfranco Sama 1985. Leiopus settei ingår i släktet Leiopus och familjen långhorningar. Inga underarter finns listade i Catalogue of Life.